# كايو فيليبي غونسالفيس
كايو فيليبي غونسالفيس (بالبرتغالية: Kaio Felipe Gonçalves‏) (6 يوليو 1987 في كوريتيبا في البرازيل – )؛ هو لاعب كرة قدم كان يلعب كمهاجم .

## وصلات خارجية
- كايو فيليبي غونسالفيس على موقع رابطة كرة القدم اليابانية للمحترفين (اليابانية)
- كايو فيليبي غونسالفيس على موقع دوري كوريا الجنوبية (الإنجليزية)
- كايو فيليبي غونسالفيس على موقع قاعدة بيانات كرة القدم.إي يو (الإنجليزية)
- كايو فيليبي غونسالفيس على موقع Soccerway.com (الإنجليزية)
- كايو فيليبي غونسالفيس على موقع عالم كرة القدم.نت (الإنجليزية)